# شدیوتس
شدیوتس (به چکی: Šedivec) یک منطقهٔ مسکونی در جمهوری چک است که در ناحیه اوستی ناد اورلیتسی واقع شده‌است. شدیوتس ۳٫۸۸ کیلومتر مربع مساحت و ۱۹۶ نفر جمعیت دارد و ۴۷۰ متر بالاتر از سطح دریا واقع شده‌است.